# Bombardier TRAXX
A TRAXX egy platformalapú villamos- és dízelmozdonycsalád, amelyet a Bombardier Transportation 2021-es felvásárlása óta az Alstom gyárt Kasselben, Németországban. A rövidítés a Transnational Railway Applications with eXtreme fleXibility angol kifejezésből ered.
A TRAXX-mozdonycsalád tagjai 20 ország, többek között Németország, Ausztria, Svájc, Belgium, Olaszország, Luxemburg, Magyarország, Franciaország, Lengyelország, Spanyolország, Izrael, Hollandia vasútjain teljesítenek szolgálatot. Az egyelőre kevés számú dízel változat mozdonyai német vasúttársaságoknál dolgoznak.

## A 145-ös sorozat fejlesztése
Az 1990-es évek elejére a Deutsche Bundesbahnnál a 60-as években beszerzett mozdonysorozatok elérték a gazdaságosan fenntartható üzemidejük végét. Mivel kisebb sorozatokon kívül komoly beszerzés azóta nem történt, ezért eljött az idő egy nagyobb mozdonybeszerzésre, amellyel a német villamosmozdonypark modernizálható.
A tervezett univerzális DB 121 sorozatot végül nem fejlesztették ki, így a távolsági személyszállítás és a teherforgalom számára külön-külön típusokat szereztek be. A megrendeléseket a munkahelyek fenntartása érdekében szétosztották a gyártók között. Ezekből a megrendelésekből született a DB 101, a DB 145 és DB 152 sorozat. A 145-ös mozdonysorozatot a középnehéz teherforgalom, míg a 152-es sorozatot a DB 150-esek kiváltására a nehezebb teherforgalomhoz fejlesztették ki.
A DB 145 sorozat a 12X jelzésű prototípushoz köthető, melyet 1994-ben mutatott be az AEG hennigsdorfi gyára és 128 001 pályaszámon próbálta ki a DB. (A 12X jelzés utalás volt arra, hogy egy univerzális mozdonyról van szó, ahol a harmadik számjegy még nincs eldöntve.) A megrendelés beérkezése után egyesült az ABB és az AEG Transportation Adtranz néven. Ennek folytán a 145 sorozat az ABB már létező DB 101 sorozatú mozdony félvezetőelemein alapuló áramirányítókat kapott, míg a forgóváz- és tengelyhajtás-konstrukció az AEG-vonalat követte.

Az 1998. január 15-ei EBA-engedély birtokában megkezdődhetett a 80 db-os gyártás, amelyből 10 db-ot Hennigsdorfban, 70 db-ot Kasselben gyártottak, a mozdonyok a DB Cargo seddini karbantartó bázisához lettek állomásítva és 145 001-080 számokat viselnek.
Ebből a szériából magánvasutak is rendeltek, a svájci MThB magánvasút (mint 486-os sorozatot) állított üzembe 6 db-ot, melyek később az SBB-CFF-FFS-hez kerültek 481-es sorozatként, majd az MRCE társaságnál kötöttek ki. A HGK német magánvasút további 5 db-ot, az EKO Trans 2 db-ot, a Rail4chem társaság 3 db-ot üzemeltet.

## A 146-osok fejlesztése

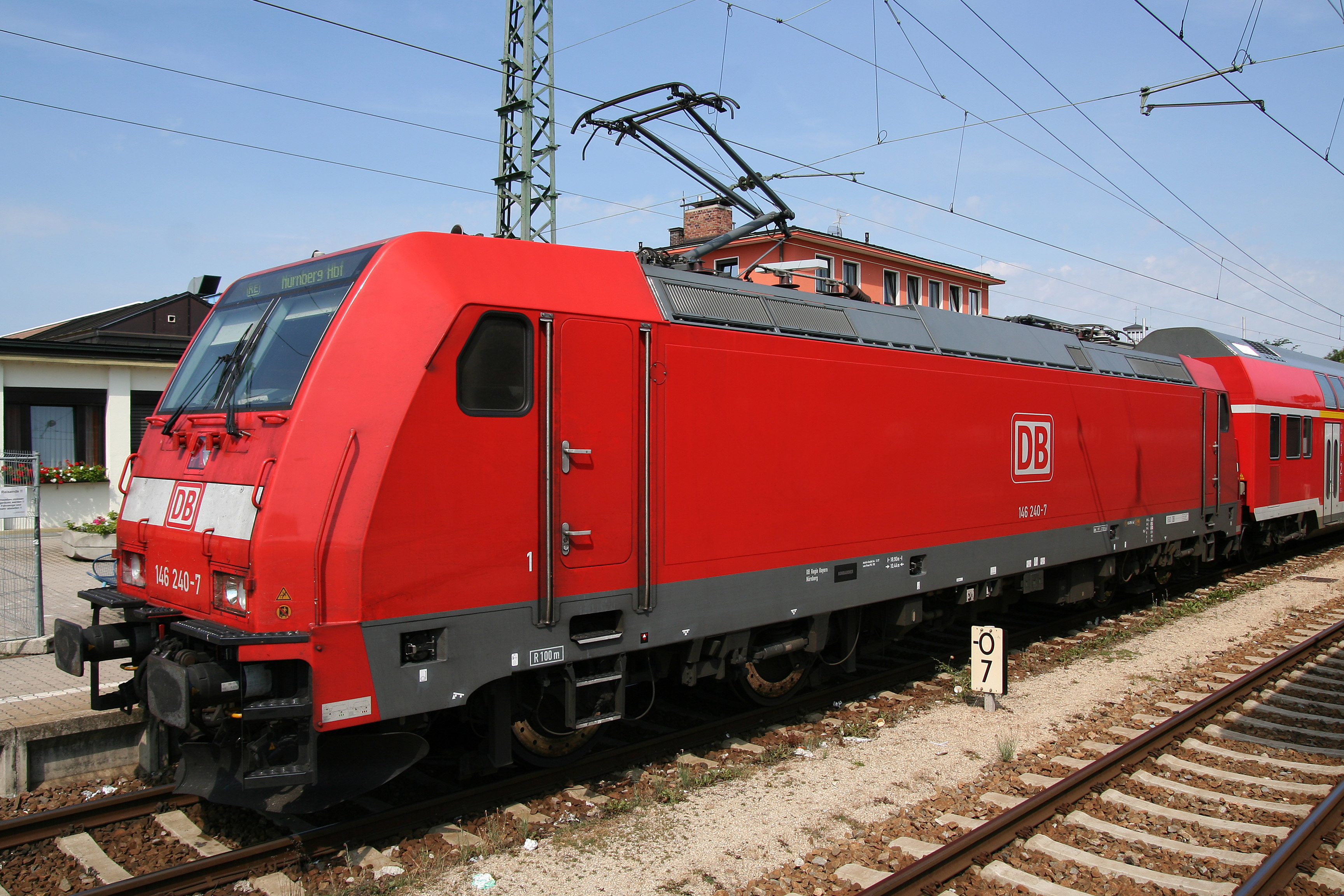
A DB Regio 146 240 mozdonya Ingolstadtban

Időközben a DB Regio leányvállalatnak is szüksége lett új, 160 km/h sebességű mozdonyokra az emeletes szerelvényeihez. Ideiglenes megoldásként 145-ös mozdonyokat alkalmaztak az Expo 2000 ideje alatt. Végül 2001-ben 31 db TRAXX P160 AC1 típusú mozdonyt rendeltek a Bombardiertől, újfajta hajtással, 160 km/h sebességgel, melyek Ludwigshafenbe, Kölnbe és Dortmundba kerültek, 146 001-031 számokon.
2003-ban egy újabb megrendelés született a TRAXX P160 AC1 típusra, 42 db mozdony 146 101-142 számokon Braunschweigbe, Freiburgba, Frankfurtba kerültek. Ugyanekkor a metronom magáncég is vásárolt ugyanebből a típusból a Hamburg–Uelzen vonalon közlekedő vonatjaihoz.
2005-ben újabb sorozat, a TRAXX2 P160 AC2 is megszületett, a 185.2 sorozatnál átvezetett változásokkal, új formájú mozdonyszekrénnyel, kétáramnemre képes villamos berendezésekkel. 51 db mozdony 146 201-251 számokon Stuttgartba, Freiburgba és Nürnbergbe került, és rendelt a metronom és a Nord-Ostsee-Bahn is. Egy mozdony ebből a szériából, a 146 211 járt Magyarországon egy rövid bemutatkozáson a Nyugati pályaudvaron is.  Mivel ez az alsorozat már alkalmas 25 kV-os üzemre, így saját erejével is tudott mozogni.

## A tehervonati verzió: 185

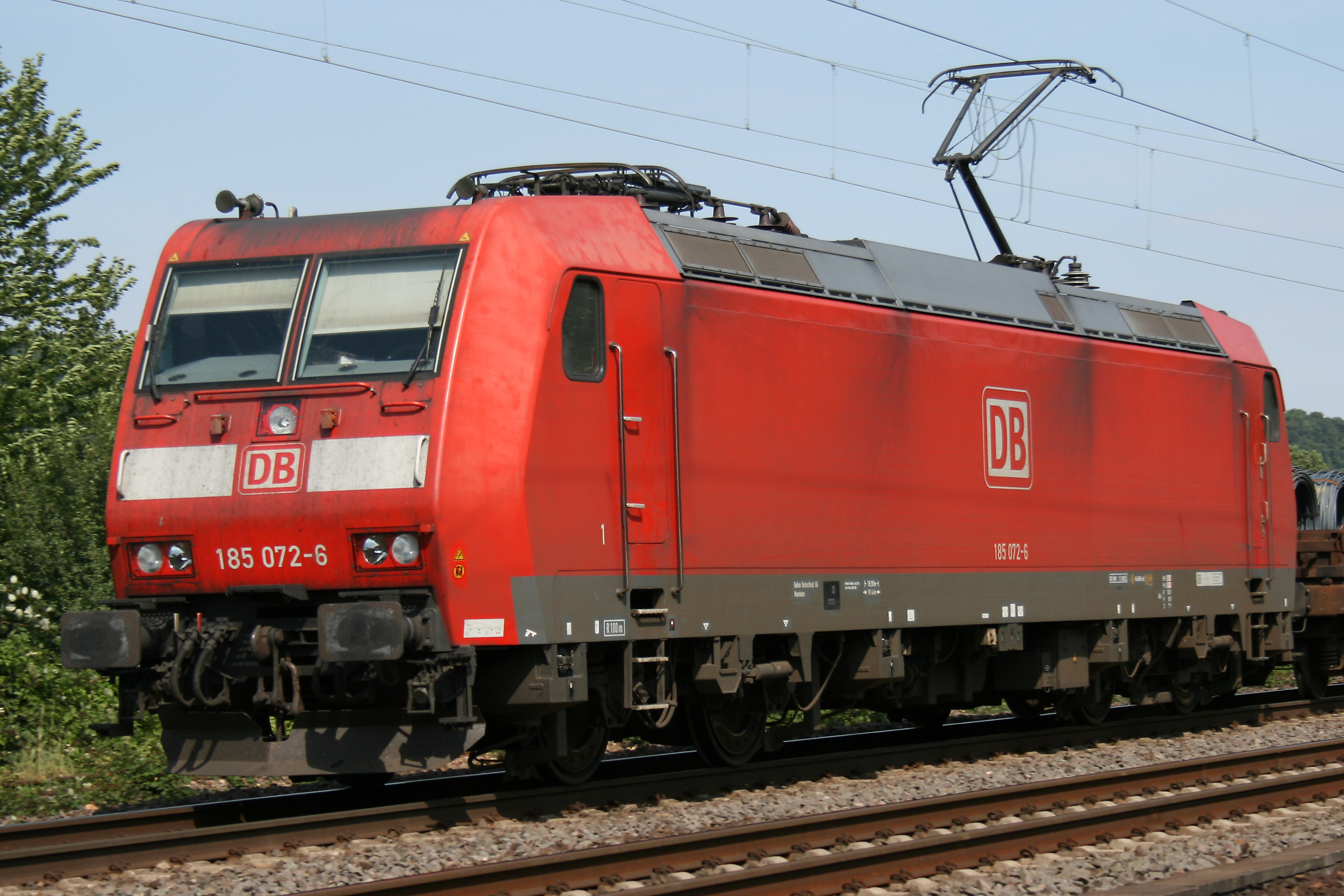
A DB 185 072-6 Unkelnél halad tehervonattal

A DB Cargo, később Railion egyre inkább külföldre tekint és egyre fontosabbnak tartja a 25 kV 50 Hz alatti üzemet, így a 145-ös sorozat folytatásánál változtatást igényelt. A Bombardier 2000 januárjában készült el a 185 001 prototípus mozdonnyal, amely továbbra is 140 km/h legnagyobb sebességű marokcsapágyas hajtással rendelkezett, de már 25 kV alatt is tudott üzemelni. A próbák után 400 db-ot rendeltek a mozdonyból, 2000-től 2008-ig történő folyamatos gyártással, amellyel a DB 185 lesz a leggyakoribb szereplő a német síneken, felváltva a DB 140 sorozatot, ugyanakkor bármikor külföldön is bevethetően.
A 185 001 pályaszámú mozdonyt 2000. december 9–17. között Magyarországon, a MÁV és a GYSEV képviselőinek is bemutatták és  menetrend szerinti teher- és gyorsvonatokat is továbbított.

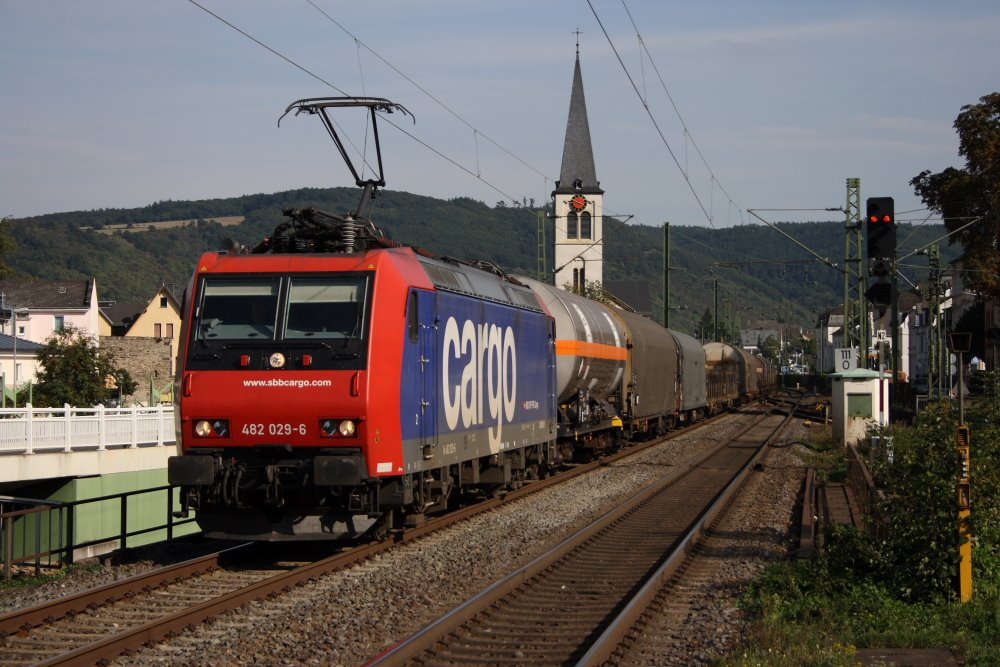
SBB 482 029-6 Boppard-nál, Németországban

A mozdonyok ugyan nem tudják valamennyi lehetséges vasút biztonsági berendezéseit viselni, de bármikor bármelyikkel utólag felszerelhetők. Így például a "svájci csomag" tartalmazza az Integra-Signum ZUB 121 svájci vonatbefolyásolót, 2 további áramszedőt 1450 mm-es széncsúszóval és külső kamerákat visszapillantáshoz.  A "francia csomag" szintén 2 további áramszedőt és a francia vonatbefolyásoló berendezést tartalmazza.  Tervben van egy "északi csomag" a skandináv országokhoz, ahol például főzőlap is előírás az esetleg hóviharban elakadó vonatok mozdonyain.  Miközben elkészült az első 200 db mozdony a Railionnak (185 001-200), a magánvasutak is rendeltek 57 db-ot, mint például a rail4chem, az OHE, a TX Logistic.  Az SBB-CFF-FFS is rendelt 35 db-ot (Re482 sorozat), illetve a BLS is 20 db-ot (Re485 sorozat). A luxemburgi vasút, a CFL is vásárolt 20 db-ot, amelyek CFL 4001-4020 számokon álltak forgalomba.
2004-ben a Bombardier áttervezte a TRAXX-terveket és létrejött a TRAXX 2, amelynél a mozdonyszekrény új formát kapott, tartalmazva az újonnan kifejlesztett ütközési energiaelnyelő zónát a vezetőfülkék körül, nyitható fedőlapot a homlokfalon a klímaberendezés könnyebb szereléséhez, illetve az áramirányítók immár vízhűtéses IGBT-elemekből állnak.  Az első ilyen mozdonyok az SBB-CFF-FFS-nek lettek gyártva, azaz 21 db Re484-es mozdony készült, majd a Railion folyamatban levő 400 db-os megrendelése is a 185 201 mozdonytól kezdve már ilyen kivitelű lett. A Railion 400 db-os megrendelésének teljesítése 2007 júliusában a 300. mozdonynál tart.   Természetesen immár a rail4chem, a CB Rail és a Crossrail AG magánvasutak megrendelései is (185.5 sorozatú mozdonyok) az áttervezett mozdonnyal lettek teljesítve.

## A 186-os család

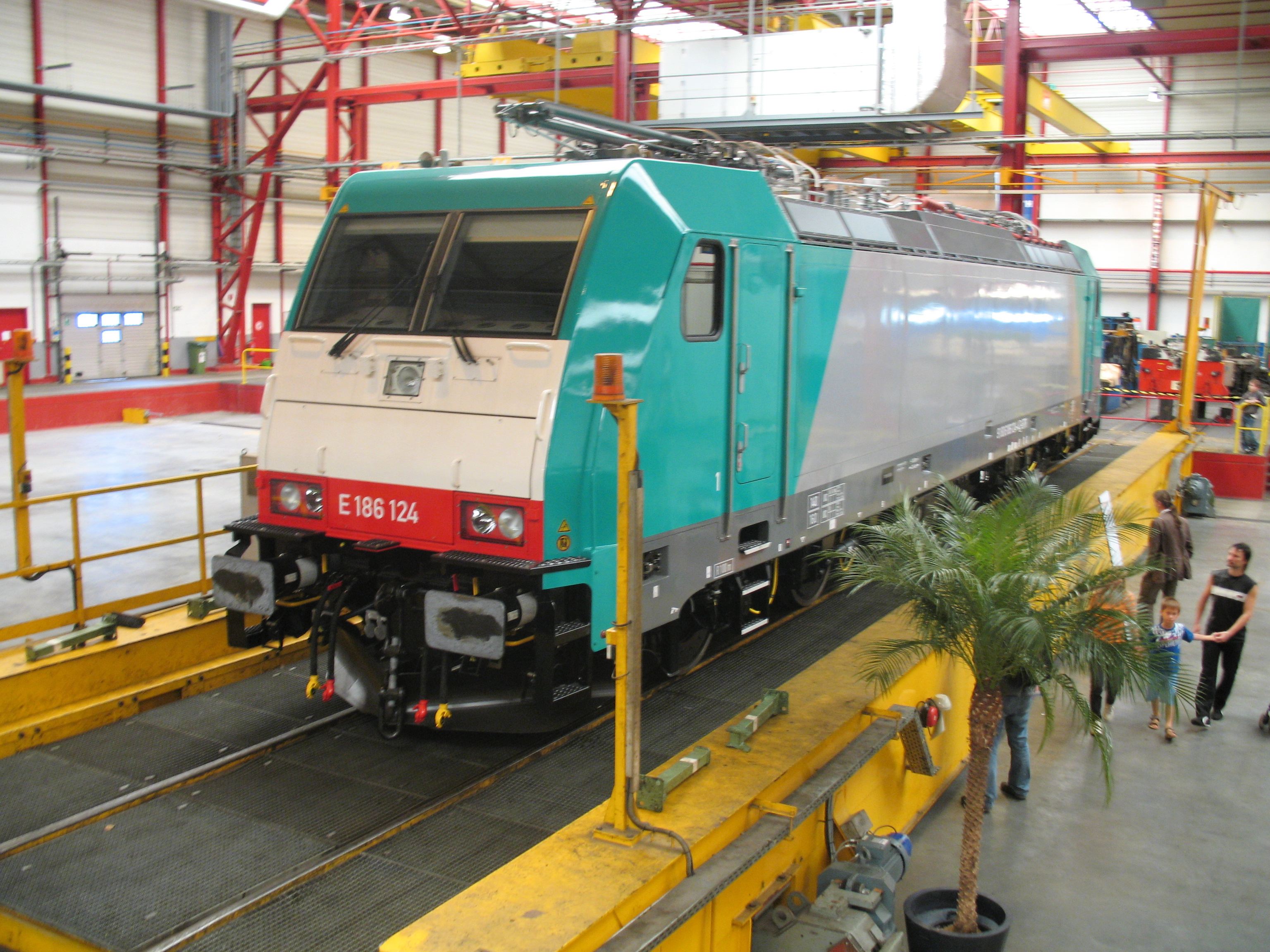
Az E186 124 TRAXX 2E-mozdony az antwerpeni karbantartó bázison

2006 októberében elkészült az első négyáramrendszerű TRAXX 2E mozdony az Angel Trains megrendelésére. Ezek a mozdonyok már 15 kV, 25 kV váltakozóárammal és 1500 V, 3000 V egyenárammal képesek működni, jelzésileg megfelelnek valamennyi vasút előírásainak, felszerelhetők bármely vasút vonatbefolyásoló berendezésével, így akár egész Európán keresztül képesek vinni a vonatjukat. Az eddigi legnagyobb megrendelő az Angel Trains cégcsoport, amely 160 db TRAXX 2E mozdonyt kíván forgalomba helyezni. Az Angel Trains mozdonyai közül 10 db-ot (186 126–135) a lengyel PKP lízingel. E gépek Lengyelországban az EU43 001–010 pályaszámokat kapták. További Angel Trains 186-os mozdonyokat bérel az SNCB Cargo és a holland nagysebességű vonal, az NS Hispeed a HSL-Zuid vonalra a 160 km/h sebességű közlekedéshez.  2008 végétől a Deutsche Bahn három darab mozdonyt bérelt a Berlin-Varsó forgalomhoz, bár itt a mozdonyok egyelőre csak Berlin és Rzeppin között közlekednek, kiváltva a mind problémásabb DB 180 mozdonyokat.

## A 186-os család tisztán egyenáramú tagjai
Az olasz és spanyol igényekhez a TRAXX 2E mozdonyból a váltakozóáramú részeket kihagyva kifejlesztésre került a tisztán egyenáramú változat, amelyet TRAXX F140 DC típusjelzéssel láttak el.  A transzformátor helyére egy nagyméretű fojtótekercset építenek be. A mozdonyok az E483 sorozatjelet kapják Olaszországban. Eddig 20 darabot rendelt az Angel Trains, 8 darabot a Nordcargo.

## RENFE S 253
A RENFE 100 db tisztán egyenáramú F140 DC2 mozdonyt rendelt, melyek 2008-ban voltak legyártva az Integria spanyol céggel közösen, akik a karbantartást is fogják végezni. E szélesnyomtávú (1668 mm) mozdonyok marokcsapágyas hajtással, 140 km/h legnagyobb sebességre készültek, a mozdonyszekrény a TRAXX 2E szekrénnyel azonos, az áramirányítókat azonban nagymértékben megváltoztatták és nagyteljesítményű klímaberendezést kaptak.

## A dízel változat: 245/246/285

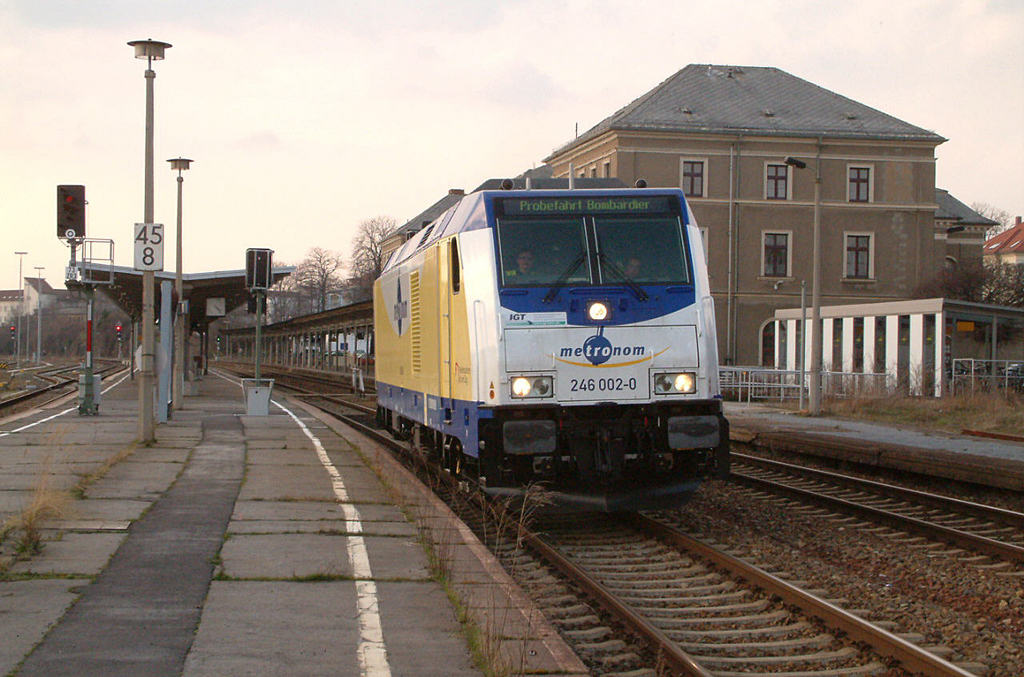
A metronom 246 002 TRAXX-dízelmozdonya próbaúton

A TRAXX és TRAXX 2 mozdonyokban még nem volt lehetőség a dízel verzióra, mert nem volt elég hely az üzemanyagtartálynak és nem volt helye a dízelmotor levegőbeszívásának. A TRAXX 2E tervekben ezek megvalósultak, a mozdony középső része akár villamos, akár dízel üzemmel megtölthető, így elhárult az akadály. Elméletileg utólagos átalakítás is lehetséges.
2005-ben rendelt elsőként 246-os sorozatú TRAXX-dízelmozdonyt a metronom magánvasút a nemvillamosított Hamburg – Cuxhaven vonalhoz. A CB Rail társaság 10 darabot rendelt tehervonati célokra, melyek 2008-ban készültek el 285-ös sorozatként. Nagy meglepetésre az SNCF teherfuvarozó ágazata, a FRET a 2008-as InnoTranson 80 db TRAXX DE dízelmozdonyt rendelt, miközben lenne francia gyártó is ehhez a feladathoz.
A dízelváltozat erőforrása egy 2200 kW teljesítményű MTU 16V 4000 R41L dízelmotor vagy 4 darab kisebb Caterpillar C18 dízelmotor.  A személyvonatos verzió a 146-osok rugalmas hajtásával 160 km/h-ra, a tehervonatos verzió a marokcsapágyas hajtással 140 km/h sebességre alkalmas.
A DB Regio első rendelése 20 darab 246-os mozdonyra szól, az első mozdonyt a 2012-es Innotrans-on mutatták be, ezek már 4 darab külön-külön működtethető dízelmotorral vannak ellátva, ezekben kisebb terhelés esetén nem az összes dízelmotor dolgozik. Előreláthatóan 2013-ban kezdenek forgalomba állni.

## A 187-es család

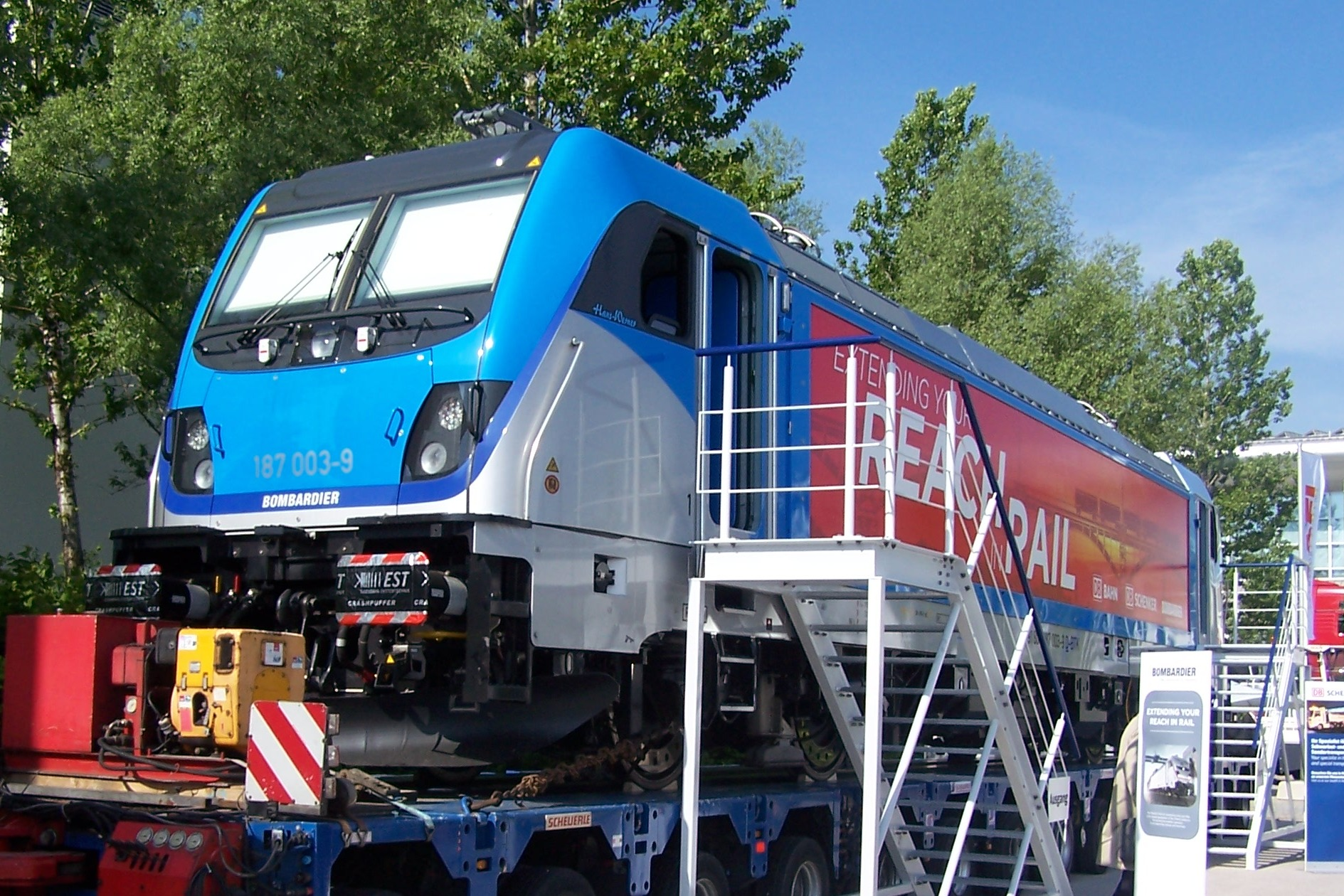
a TRAXX 187 003 Münchenben

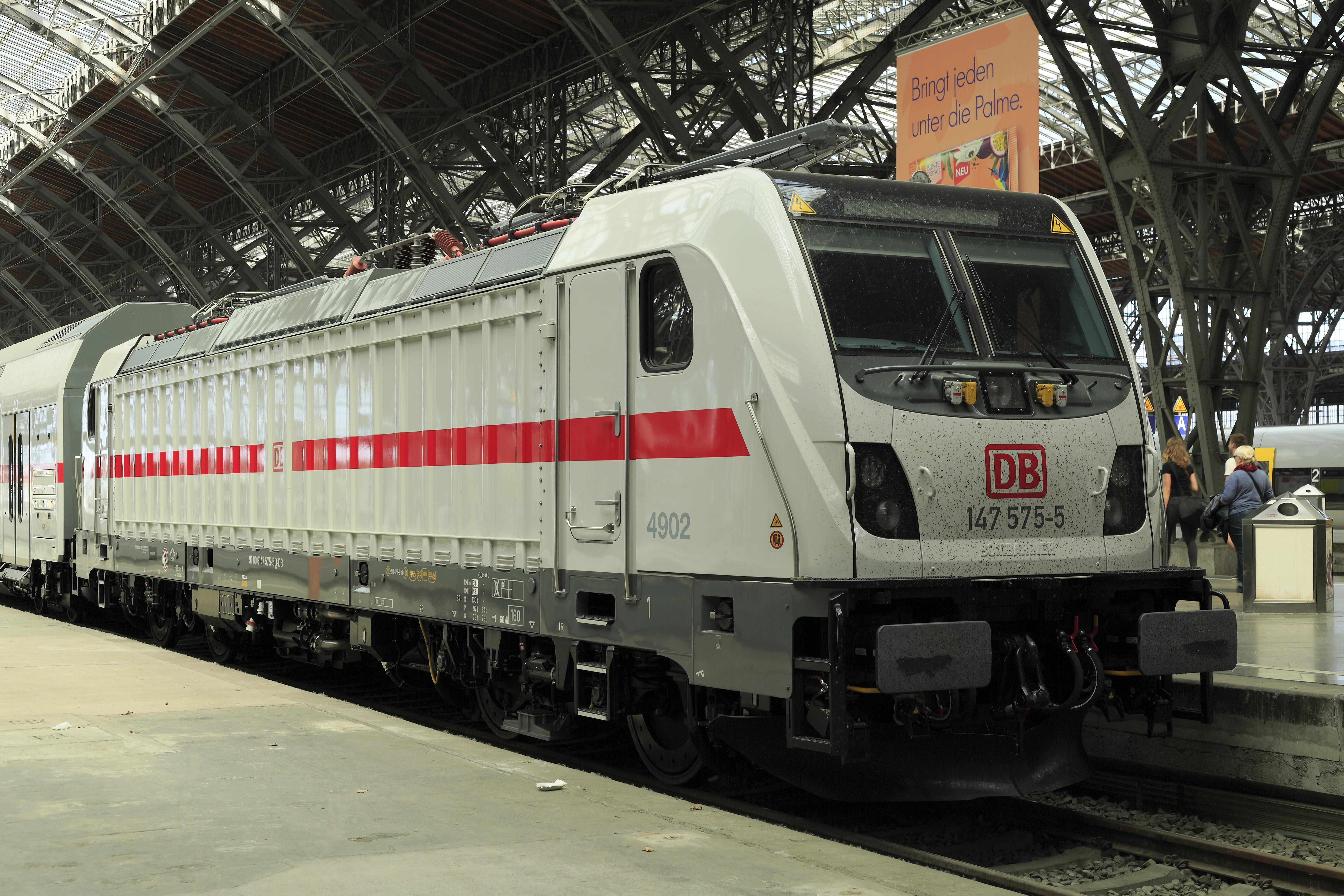
A DB 147 575-ös mozdonya a lipcsei főpályaudvaron

A TRAXX 3-as család első képviselőjét a  müncheni „Transport logistic” kiállításon mutatták be 2011 májusában. 

Bombardier belső jelölése a TRAXX F140 AC3. Az első variánst az AC (15 kV és 25 kV) hálózatokra tervezték.
Különlegessége a 187-es családnak, hogy kiegészíthető egy (opcionális) segéd - 180 kW-os dízelmotorral, az LMD-vel (Last Mile Diesel). Az LMD-nek köszönhetően olyan vasúti pályaszakaszok is elérhetővé válnak önerőből a mozdony számára, melyek nincsenek villamosítva (pl. kikötők, olajfinomítók). Az LMD és az akkumulátor teljesítménye együtt elegendő, hogy a mozdony 300 kN vonóerőt építsen fel induláskor, és akár egy 2000 t-s szerelvényt is vontathat.
Az új rendszer kifejlesztésénél sokat használtak fel az USA-ban üzemeltetett ALP-45DP (DualPower) hibridmozdony megoldásaiból.

## A TRAXX-családhoz köthető további sorozatok

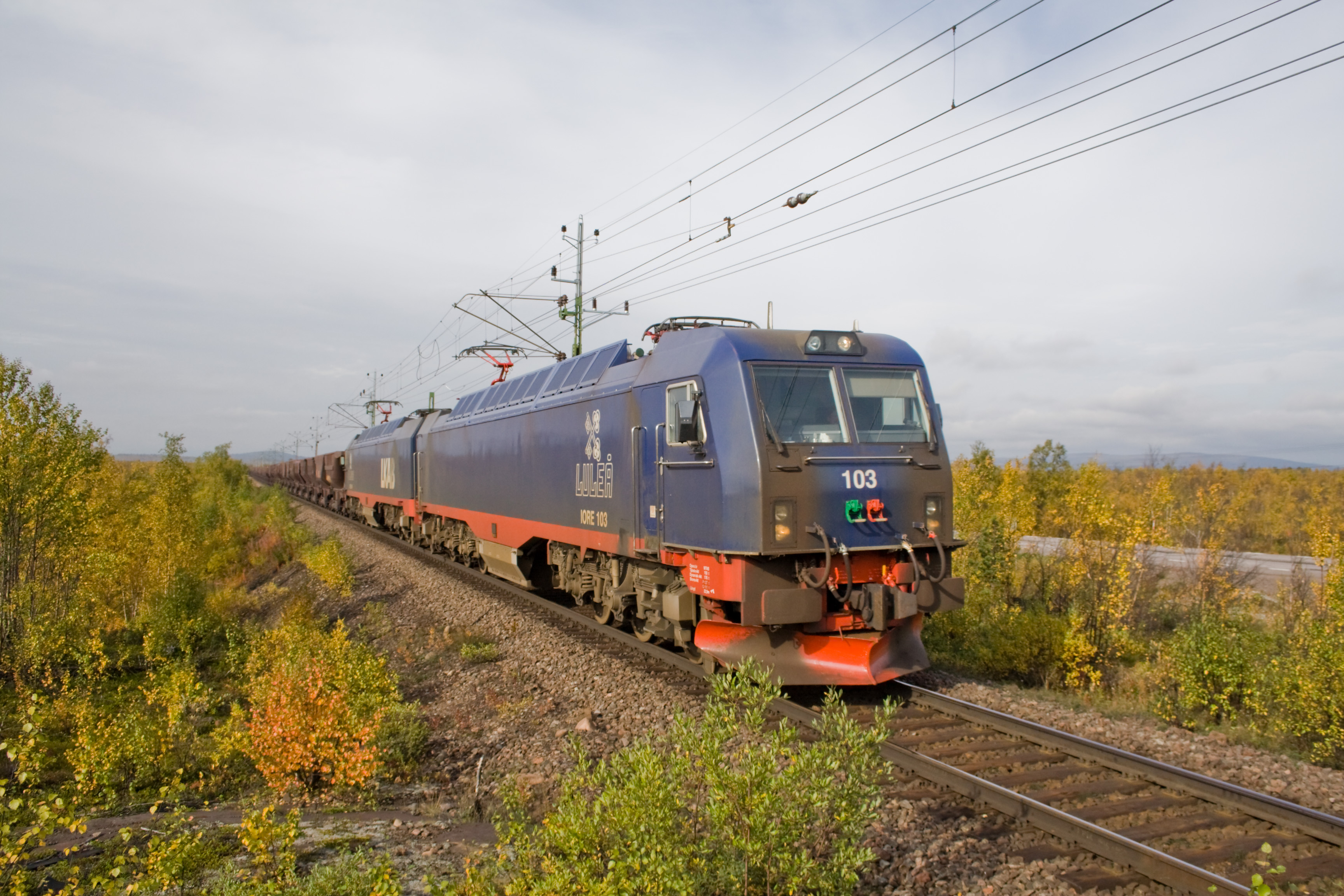
Az IORE TRAXX H80AC típusú mozdonya ércvonattal Kirunában

- MTAB IORE (TRAXX H80 AC), kétrészes nehéz mozdony, 2x6 tengely, 80 km/h, ércvonatokhoz
- FS E464 sorozat (TRAXX P160 DCP), egyvezetőállásos mozdony a Trenitalia ingavonatokhoz
- RENFE S 102  (TRAXX S350 AC)
- RENFE S 130  (TRAXX S250 MS)

## MÁV TRAXX
A MÁV Bombardier TRAXX a MÁV legújabb beszerzésű villamosmozdony-sorozata 2010. év végi leszállítással.
A MÁV 2007 őszén írt ki egy új villamos mozdony beszerzési pályázatot. A pályázatra a Siemens az EuroSprinterrel, az Alstom a Alstom Prima és a Bombardier Transportation a TRAXX mozdonycsaláddal jelentkezett. A pályázatot a Bombardier cég nyerte, így ők szállították a MÁV-TRAKCIÓ Zrt. részére a 25 db többáramnemű mozdonyt. A 2008. november 25-én megrendelt mozdonyok első példánya 2010. október 23-án érkezett meg.

## Üzemeltetők

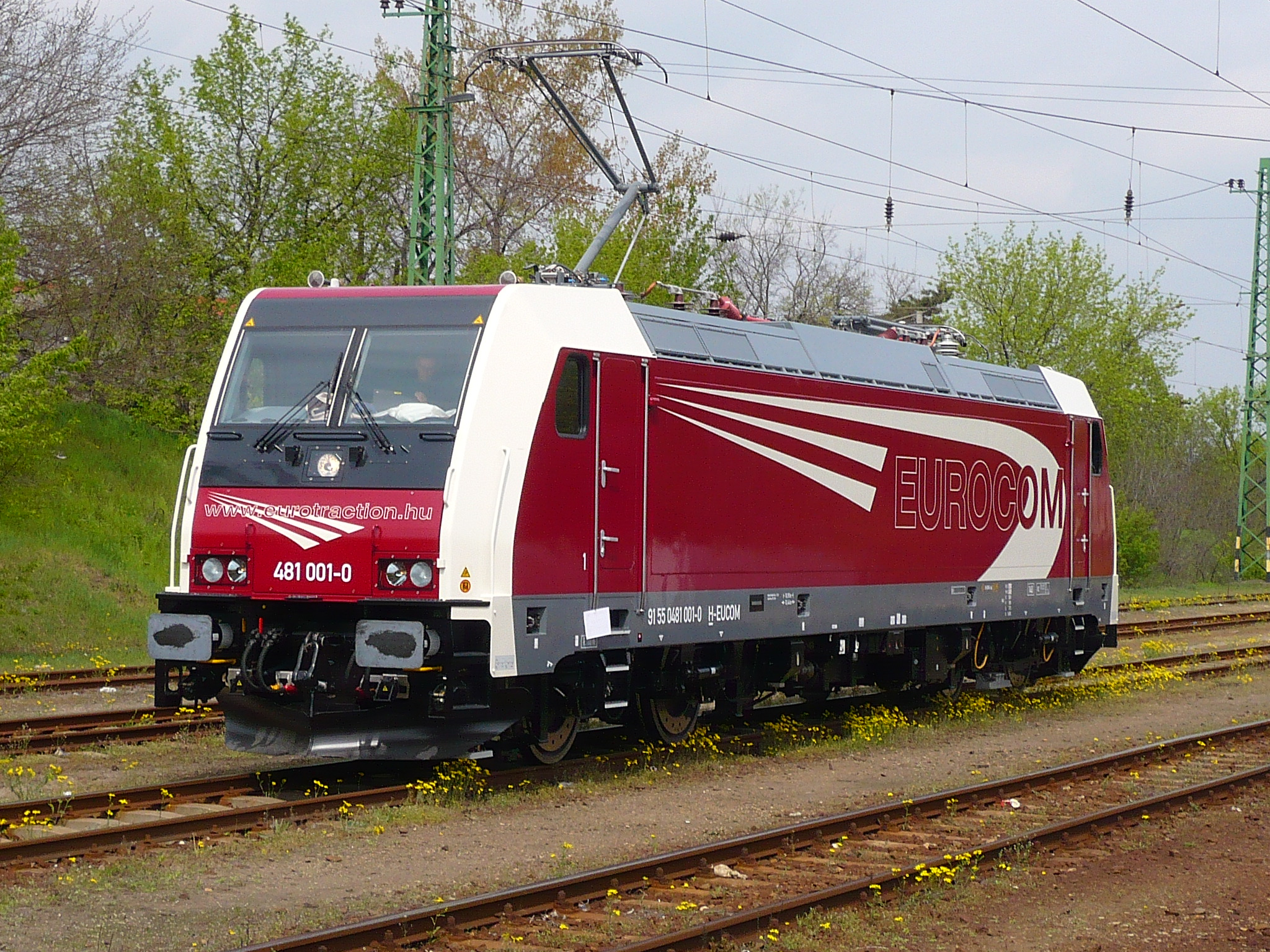
Az Eurocom Zrt. 481 001 számú mozdonya

2008 végéig több mint 1230 db TRAXX-mozdonyt rendeltek meg és részben építettek meg, az alábbi táblázatok szerint:

### 145/146-os család (TRAXX)
| Sorozat | Üzemeltető                       | Darab | Pályaszámok    |
| ------- | -------------------------------- | ----- | -------------- |
| 145     | Railion                          | 80    | 145 001-080    |
| 145     | Egyéb magánvasutak (Németország) | 17    | 145-CL 001…206 |
| 146     | DB Regio                         | 31    | 146 001-031    |
| 481     | SBB Cargo                        | 6     | 481 001-006    |

### 185-ös család (TRAXX)
| Sorozat | Üzemeltető                       | Darab | Pályaszámok   |
| ------- | -------------------------------- | ----- | ------------- |
| 185.0   | Railion                          | 200   | 185 001-200   |
| 185     | Egyéb magánvasutak (Németország) | 57    | 185 501-557   |
| 146.1   | DB Regio                         | 32    | 146 101-132   |
| 146.1   | Metronom                         | 10    | ME146-01 - 10 |
| 482     | SBB Cargo                        | 35    | 482 000-034   |
| 485     | BLS Cargo                        | 20    | 485 001-020   |
| 4000    | CFL                              | 20    | 4001-4020     |

### 146.2/185.2-es család (TRAXX 2)
| Sorozat | Üzemeltető                       | Darab                 | Pályaszámok  |
| ------- | -------------------------------- | --------------------- | ------------ |
| 185.2   | DB Schenker Rail                 | kb.180 (rendelve 200) | 185 201-400  |
| 185.2   | Egyéb magánvasutak (Németország) | 16*                   | 185 561…632  |
| 146.2   | DB Regio                         | 47                    | 146 201-247  |
| 146.2   | Egyéb magánvasutak (Németország) | 12                    | 146 519…539  |
| 185     | BTMU                             | 12                    | 185 590-602  |
| 185     | MRCE                             | 11                    | 185 563-574  |
| 482     | SBB Cargo                        | 15                    | 482 035-050  |
| 481     | Eurocom Zrt.                     | 2                     | 481 001-002  |
| 241     | HectorRail                       | rendelve 10           | 241 001-010  |
| Re      | Green Cargo                      | rendelve 16           | Re 1423-1438 |
| 185     | Railpool                         | rendelve 30           | 185 671-től  |
| 480     | MÁV                              | 25                    | 480 001-025  |

### 186-os család (TRAXX 2E)
| Sorozat | Üzemeltető         | Darab        | Pályaszámok                         |
| ------- | ------------------ | ------------ | ----------------------------------- |
| 484     | SBB Cargo          | 21           | 484 001-021                         |
| 484     | MRCE               | 5            | 484 901-905                         |
| 186     | Angel Trains Cargo | rendelve 105 | 186 101-135, 181-235                |
| 186     | CB Rail            | rendelve 35  | 186 135-150, 901-910                |
| 186     | Mitsui             | rendelve 33  |                                     |
| 186     | EuroRail Cargo     | rendelve 20  | 186 161-180                         |
| 186     | BLS                | rendelve 10  | 486 501-510                         |
| 186     | Veolia             | rendelve 9   | 186 181-???                         |
| 186     | Railpool           | rendelve 28  | 186 101-110,141-147,181-182,281-286 |

### 246/285-os család (TRAXX 2E, dízel)
| Sorozat | Üzemeltető | Darab       | Pályaszámok      |
| ------- | ---------- | ----------- | ---------------- |
| 246     | metronom   | 11          | 246 001-011      |
| 285     | CB Rail    | rendelve 10 | 285 001, 102-110 |
| ???     | SNCF FRET  | rendelve 80 |                  |

## Képek

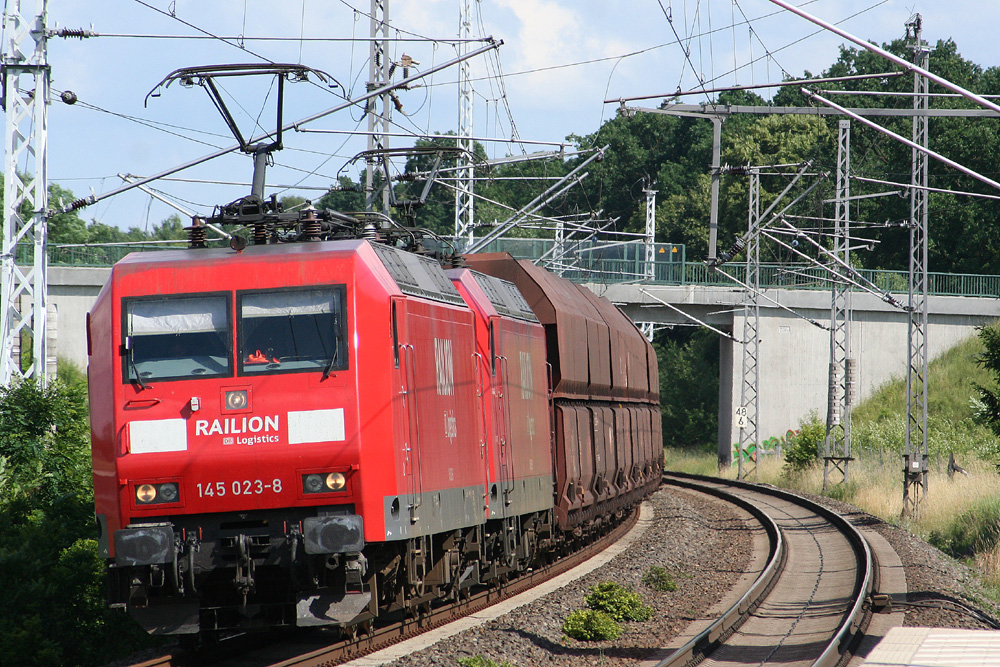
2 db 145-ös mozdony szénvonattal
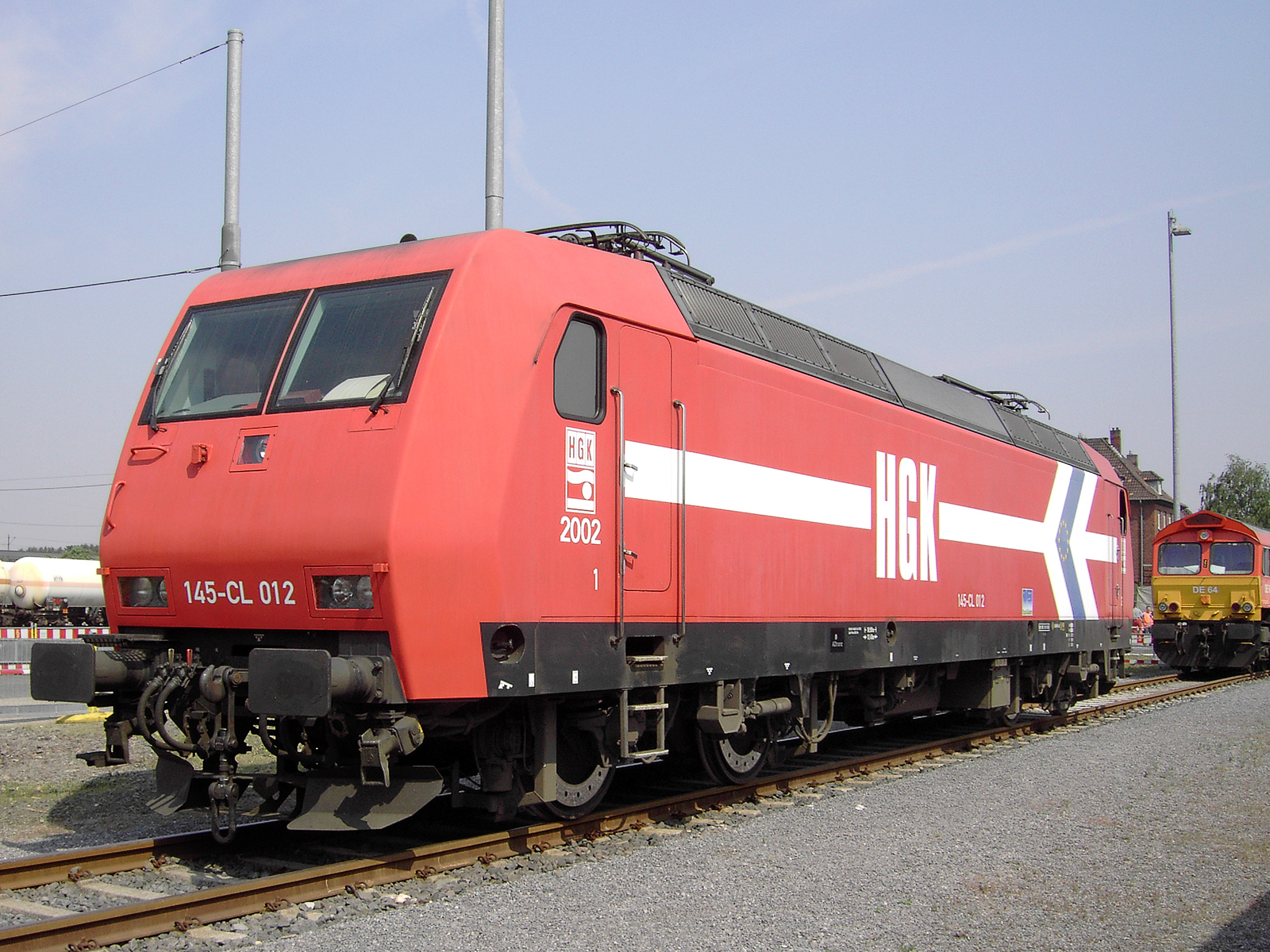
A HGK 145-ös mozdonya
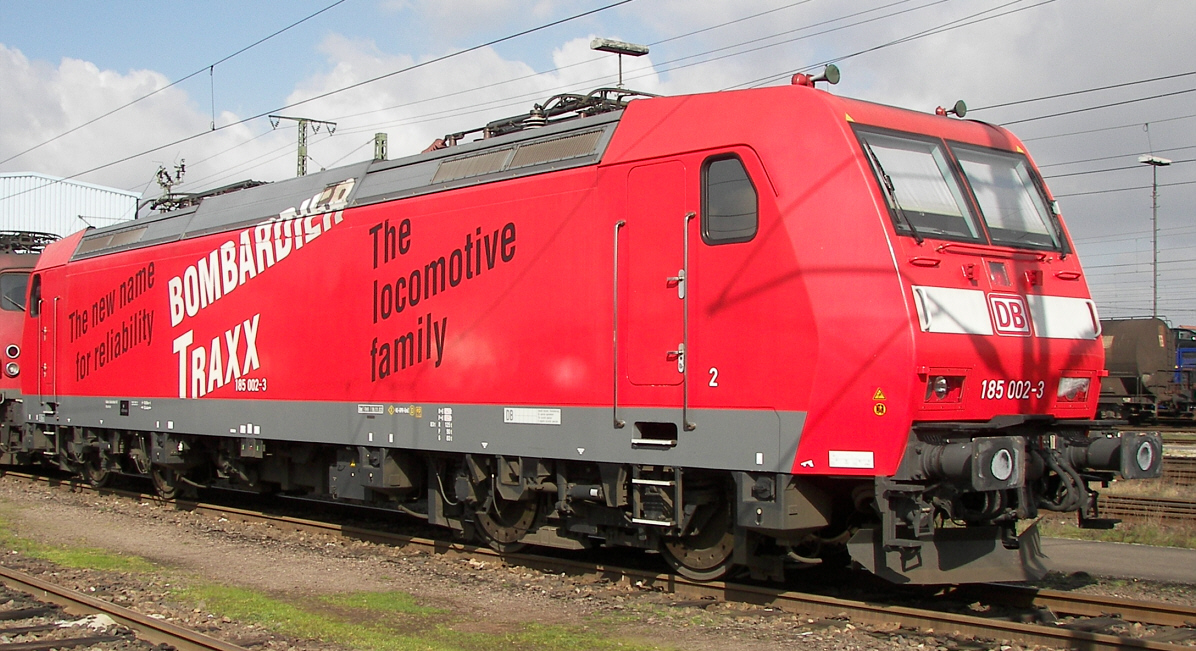
A 185 002 a gyártó saját reklámfelirataival
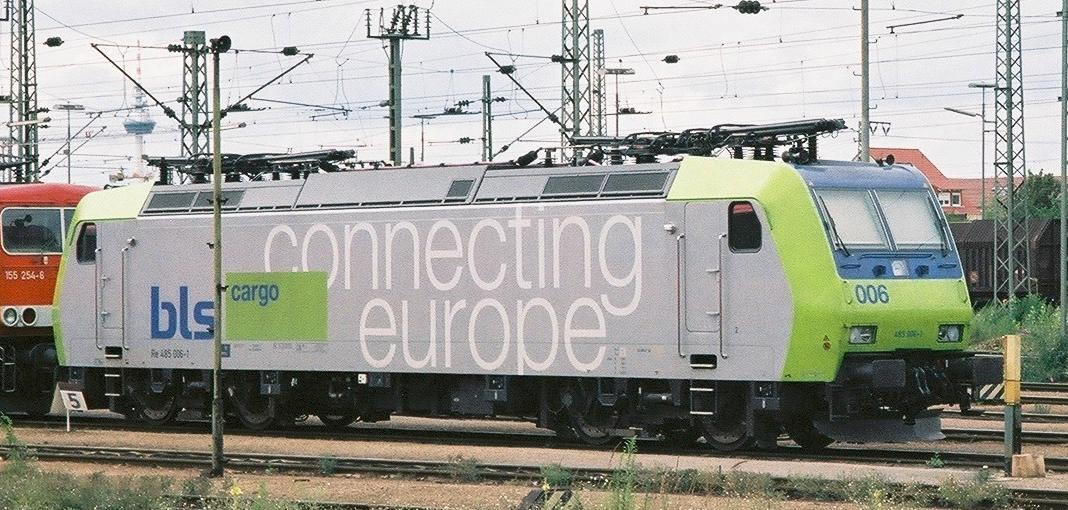
A BLS 485 006 mozdonya
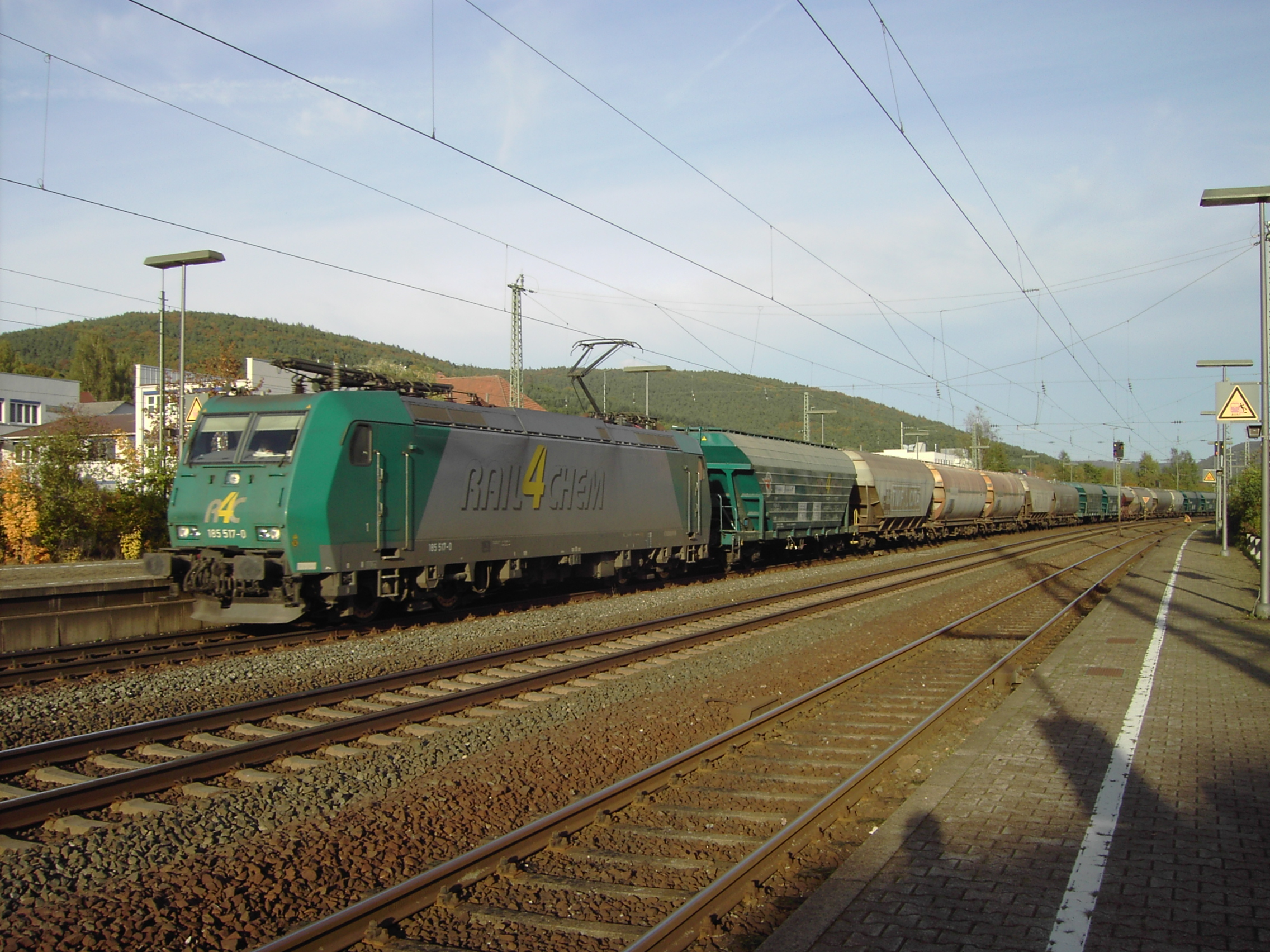
Rail4chem 185 517 magánvasúti mozdony
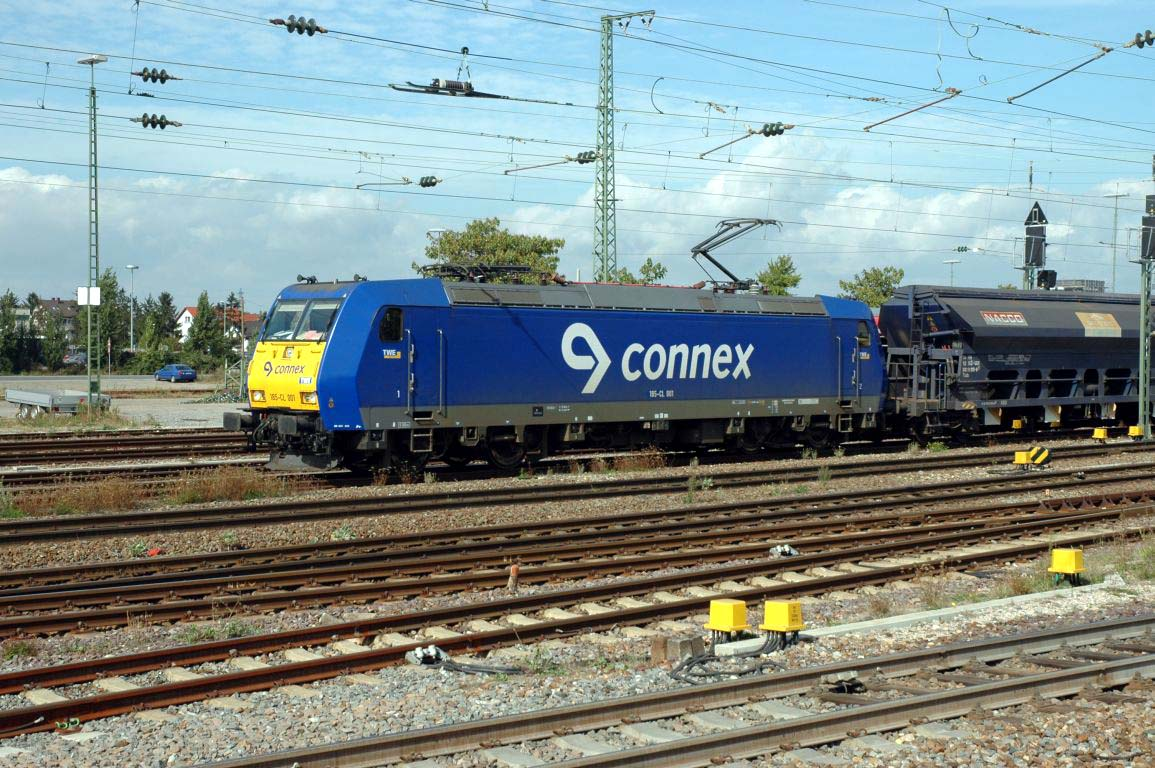
A Connex 185-CL001 mozdonya
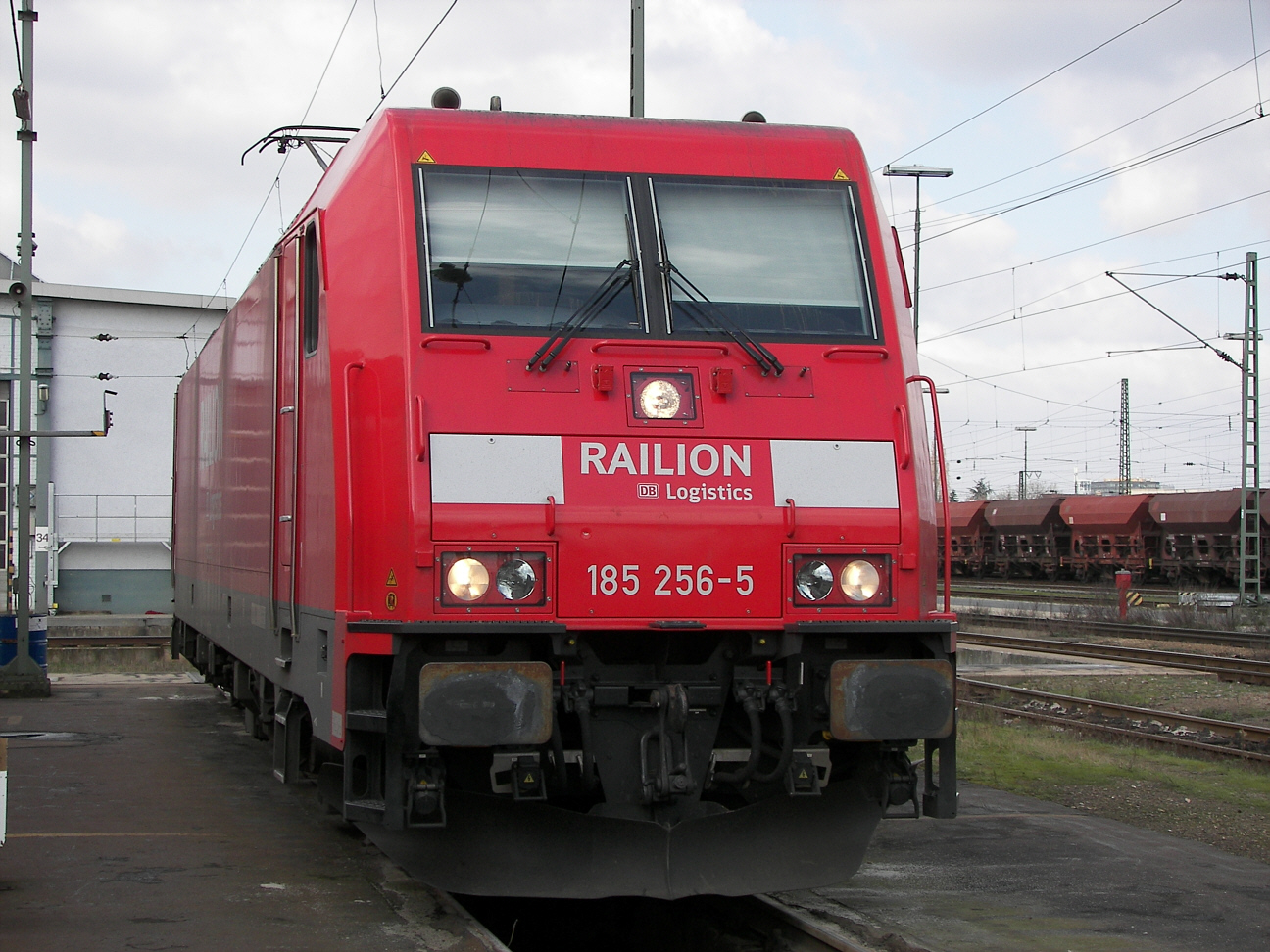
A Railion 185 256 mozdonya Mannheimben
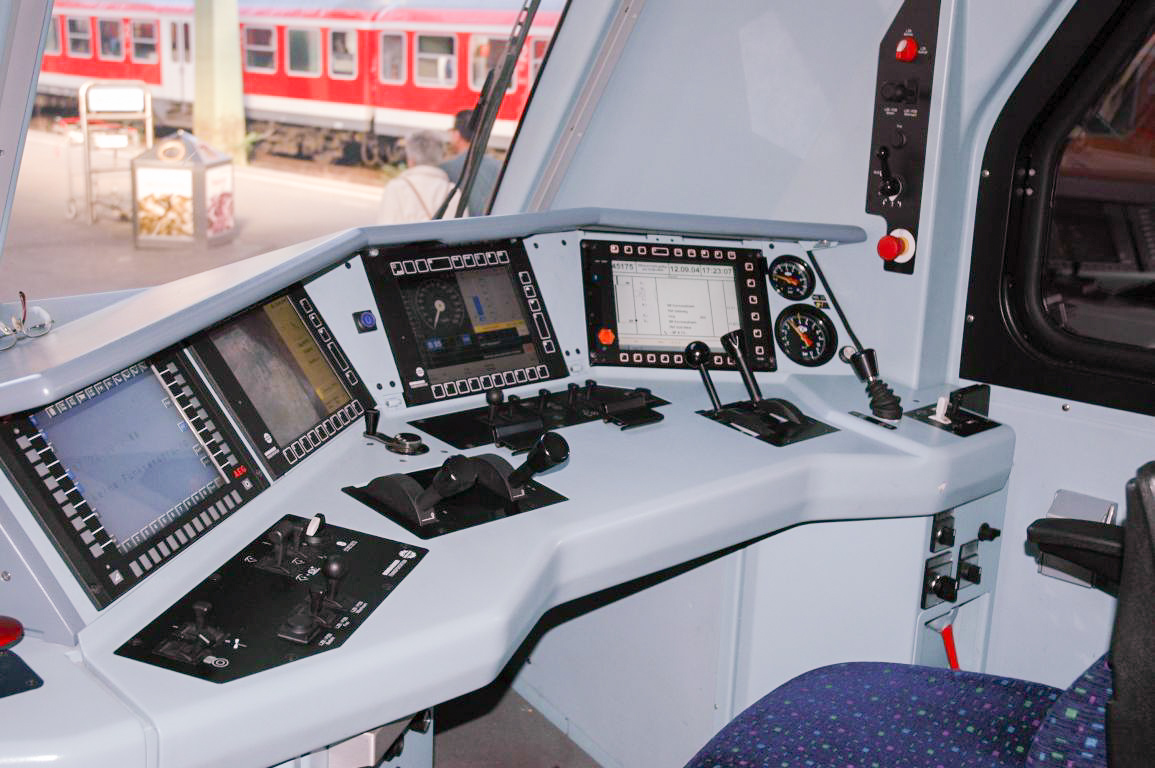
Egy 185-ös vezetőasztala